# Macea
Macea (in ungherese Mácsa) è un comune della Romania di 6 593 abitanti, ubicato nel distretto di Arad, nella regione storica della Transilvania.
Il comune è formato dall'unione di 2 villaggi: Macea e Sânmartin.
Nel territorio del comune sono stati rinvenuti reperti del Neolitico e dell'Età del bronzo, ma il primo documento che cita Macea risale al 1380.
Luoghi di interesse del comune sono:
- La riserva naturale Arboretul de la Macea, su un'area di oltre 20 ettari
- Il castello Cernovici, del XIX secolo
- Il giardino botanico

Nel comune di Macea si svolgono un festival e un'esposizione dedicati alla caricatura e all'umorismo.

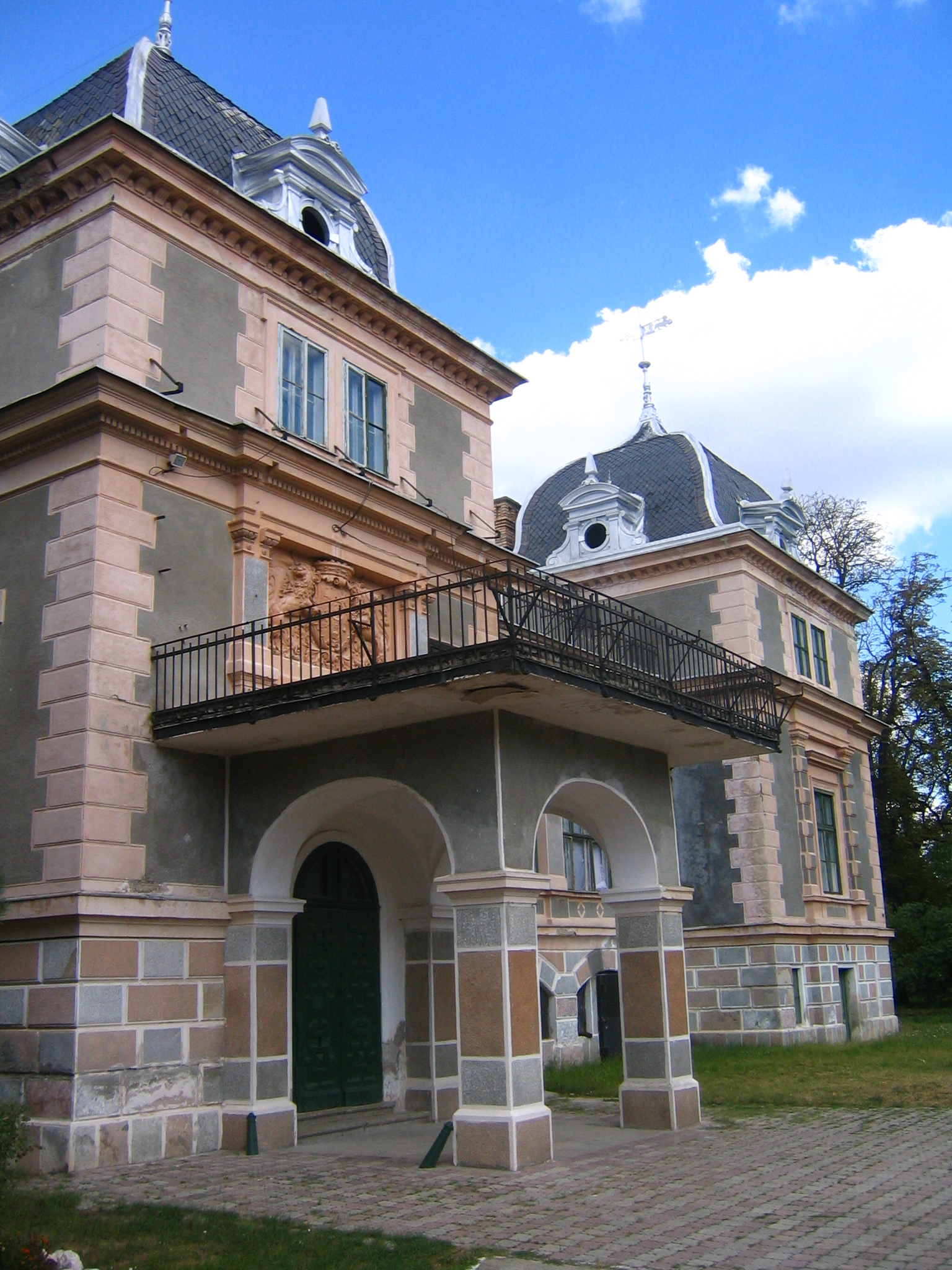
L'ingresso del castello Cernovici
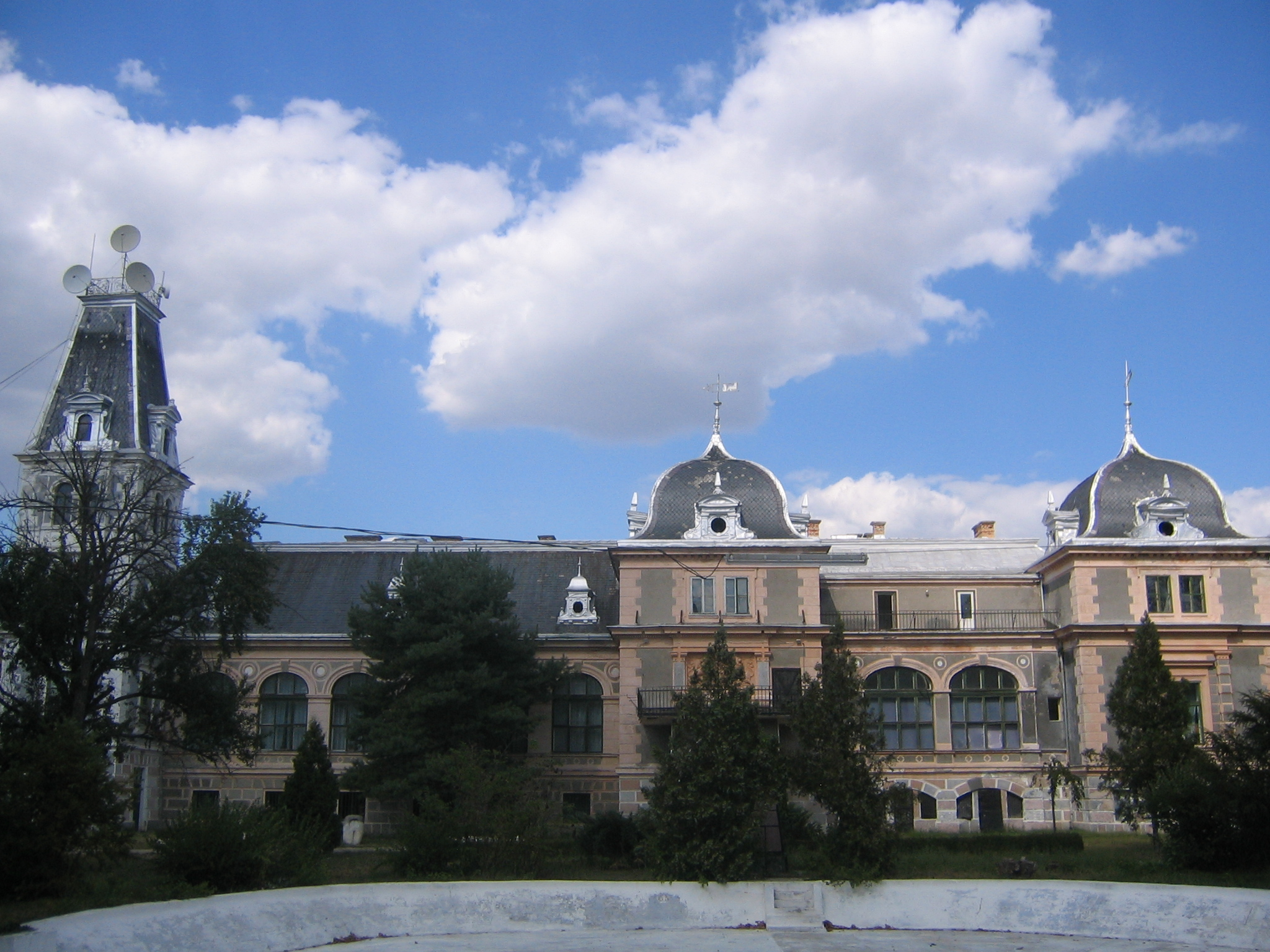
Vista dal parco del castello Cernovici